# Goodies (musikalbum)
Goodies är sångerskan Ciaras debutalbum. Det släpptes via LaFace Records och Jive Records, i samarbete med Jazze Pha's Sho' Nuff Records i Nordamerika 28 september 2004, och 24 januari 2005 i Storbritannien. Albumet fick blandat mottagande av kritikerna, men fick flera priser och nomineringar, exempelvis en Grammy-nominering för bästa singel och "1, 2 Step" fick en Grammy för "Best Rap/Song Collaboration" 2006. Goodies debuterade på plats 3 i USA och blev tredubbel platina, vilket innebär en försäljning på minst tre miljoner skivor eller downloads.   
Albumet har sålts i över fem miljoner exemplar världen över.

## Produktionen
Albumet spelades in mellan 2003 och 2004. Ciara samarbetade med bland annat Jazze Pha, Missy Elliot, R. Kelly och T.I., och innan albumet släpptes, släpptes hitsingeln Goodies. 

## Mottagande
Ciara fick flera Grammynomineringar men förlorade alla Grammies åt andra artister, förutom en som hon vann tillsammans med Missy Elliot för låten Lose Control som släpptes sommaren 2005.

## Låtar
1. 1  Goodies
2. 2  1,2 Step
3. 3  Thugstyle
4. 4  Hotline
5. 5  Oh
6. 6  Pick Up the Phone
7. 7  Lookin' At You
8. 8  Ooh Baby
9. 9  Next to You
10. 10 And I
11. 11 Other Chicks
12. 12 The Title
13. 13 Goodies (Remix)

## Listplaceringar
| Chart (2004)                          | Peak position |
| ------------------------------------- | ------------- |
| Australia ARIA Albums Chart           | 46            |
| U.S. Billboard 200                    | 3             |
| U.S. Billboard Top R&B/Hip-Hop Albums | 1             |
| Chart (2005)                          | Peak position |
| Swiss Albums Chart                    | 52            |
| Dutch Albums Chart                    | 79            |
| French Albums Chart                   | 65            |
| Irish Albums Chart                    | 36            |
| New Zealand RIANZ Albums Chart        | 29            |
| Switzerland Albums Chart              | 52            |
| Taiwan Albums Chart                   | 2             |
| UK Albums Chart                       | 26            |
| Japan Oricon Album Chart              | 14            |

## Credits
| - Mastered by: Tom Coyne - Executive producers: Henry "Noonie" Lee, Jazze Pha, Anthony "T.A." Tate - A&R Direction: Mark Pitts - Additional A&R: Shakir Stewart - Marketing: Phillana Williams - Management: Henry "Noonie" Lee | - Art Direction and Design: Courtney Walter - Photography: Mark Mann - Stylist: Rachel Johnson - Make-Up: Yolanda Frederick - Hair: Shereese Slate |